# Precis obscurans
Precis obscurans är en fjärilsart som beskrevs av Stoneham 1965. Precis obscurans ingår i släktet Precis och familjen praktfjärilar. Inga underarter finns listade i Catalogue of Life.